# Јапанска ера
Јапанска ера или ненго (年号 nengō, „име године“), позната и као генго (元号 gengō), је израз којим се означава временски период који служи за означавање година у традиционалном јапанском календару, па се тако уз број године наводи и њена ера. Тако се нпр. тренутна година 2025. означава као 7 ера Реива. Пракса означавања година по различитим ерама, као и у другим државама источне Азије, оригинално је уведена по узору на службене године царске Кине, иако се јапански систем именовања година развио самостално од кинеског, корејског и вијетнамског. За разлику од свих њих, јапанска имена ера су, упркос данашњем модерном рачунању времена, још увек у службеној употреби.

## Прва ера
Систем је уведен 645. године за време владавине цара Котокуа. Тада је било могуће да цар влада у неколико ера али од времена Меиџи обнове у 19. веку уведен је обичај да за време владавине једног цара може постојати само једна ера.
Име прве ере била је Таика (大化), која је славила политичке и организационе промене које су уследиле током Таика реформи (大化の改新). Иако је пракса давања имена ера постала уобичајна тај обичај је престао у касном 7. веку али је опет уведена 701. године током владавине цара Момуа (697–707). Од тада имена ера су присутне ујапану до данашњег времена.

## Кроз историју
Пре Меиџи периода, одлуку о именовању ера су доносили дворски званичници. Ново име обично би било донето годину или две након доласка новог цара. Осим тога постојала је и пракса додељивања имена нове ере током прве, пете и 58 године (зато што су се сматрале несрећним годинама) у односу на шездесетогодишњи циклус који су Јапанци за свој календар позајмили из Кине. Ово је једно од најранијих универзалних система рачунања година а ове три за које се сматрало да су посено злокобне називале су какуреи, какун, и какумеи. Обједињено називале су се санкаку. Имена ера су се могле променити и услед неких природних катастрофа или важних догађаја које су утицале на целу државу.
У историјској пракси, први дан нове ере (који се назива ганен (元年)) почиње оног дана кад то цар одлучи а та прва година траје све до краја лунарне године од чијег почетка почиње друга година ере.
Ере су именоване разлититим именима из разних разлога. Као пример, ера Вадо токо Нара периода је име добила како би се обележило проналазак бакра у месту Чичибу мада је био и примера где би име било додељено по девизи владавине попут „бесконачна радост“ или „стварање човекољубља“. Међутим ако услед те ере дође до некакве ружне ситуације, непослушности или помора, девиза се мењала (што се исто радило и у Кини).
Већина имена је написано уз помоћ два канџи карактера а једини изузетак када су се ере писале са четири карактера било је у Нара периоду када су то радило по узору на кинески систем. Неке од понатих ера које су се писале уз помоћ четири карактера биле су Тенпјо канпо (天平感宝), Тенпјо шохо (天平勝宝), Тенпјо хоџи (天平宝字) and Тенпјо џинго (天平神護). Од Хејан периода, идеје Конфучијанизма утицале су на имена ера попут Даидо (大同), Конин (弘仁) и Тенчо (天長), а иако је до сада постојало око 247 ера, за њихово писање употребљено је само 72 карактера од којих су 30 коришћени само једном док су се остали у именима ера налазили више пута.

## Ере у модерном Јапану
Четири ере које обележавају време од краја Едо периода (1868) до данас добиле су име по периоду које своје име добијају по посмртном називу последњег цара. Период Шова са своје 64 године трајања до сада је најдужа ера у јапанској историји.
Муцухито који је наследио трон 1867. године током треће године Кеио (慶応) ере, са „Меиџи периодом“ (明治), променио је обичај и успоставио 23. октобра 1868. правило „једна владавина, једна ера“ (一世一元 issei-ichigen) која је активна и данас.
У модерној пракси прва година почиње одмах након утоличења новог цара и завршава се 31. децембра. Након тога године иду као по Грегоријанском календару па би се двадесета година након доласка Хирохита (посмртно име Шова) обележавала као „Шова 20“.
Меиџи ера је трајала до 30. јула 1912. када је цар умро и кад је настала нова Таишо ера. Због тога 1912. година се назива „Меиџи 45“ али и „Таишо 1“ иако се Меиџи ера званично завршила 30. јула са Муцухитовом смрћу.
Оваква пракса уведена од Меиџи периода званично је проглашена законом 1979. Овај закон је назван „генго-хо“ (元号法) а од 1868. било је само четири ере: Меиђи, Таишо, Шова и Хеисеи од којих свака одговара владавини једног цара. По смрти о цару се говори по имену његове ере па је тако Муцухито постао „цар Меиџи“ (明治天皇 Меиџи тено).
По протоколу у Јапану активан цар се назива Тано хеика (天皇陛下 „Његово царско височанство“) или Кинџо тено (今上天皇 „тренутни цар“). Називати цара именом његове владавине (које је његово посмртно име) је грешка а коришћење правог имена (на пример: Акихито) ређи је обичај и сматра се непоштовањем код Јапанаца.

## Периоди без додељених ера
Систем ера које су представљење од стране цара Котокуа напуштен је после његове смрти па период од 654. до 686. године није назван ни по једној ери. Ипак цар Тему је 686. опет покушао да успостави исти систем али је обичај опет занемарен два месеца по његовој смрти. Нешто касније, 701. године цар Мому опет доноси правило рачунања времена по ерама и од тада до данас није напуштен.
Иако је коришћење грегоријанског календара за историјске догађаје постала уобичајна за модерни Јапан, традиција захтева да се одређени догађаји запишу и у старом систему ера а проблем недостајућих имена ера решен је препознавањем година владавине и коришћењем периода.

## Систем незваничних имена ера
Као додатак званичним именима ера које би бирао цар или званичници царског двора у записима свештеника у храмовима и епиграфа на надгобним споменицима, као и на верским објектима постојале су неке незваничне ере зване шиненго (私年号), (или гиненго (偽年号) као и иненго (異年号)) које су коришћене као додатан опис неког времена. Тренутно је препознато око 40 шиненго ера од којих већина њих датира из средњег века.
Зато што нема званичних записа о овим ерама, нити ко их је доносио, распон њиховог временског трајање често је нејасан. Као пример, ера Хакухо (白鳳) се нормално сматра да обухвата период од 650. до 654. и да је синоним за званичнуХакучи еру. Међутим има одступања. У неким изворима Хакухо обухвата временски период од 661–683, док у неким средњовековним записима период од 672–685.
Шиненго систем се такође може користити као начин датирања времена у периодима кад није било званичних ера.
Неке од најпознатијих незваничних ера су: Хоко (法興) (591–621+), Сузаку (朱雀) (686.), Фукутоку (福徳) (1489–1492), Мироку (弥勒) (1506–1507. или 1507–1508) и Меироку (命禄) (1540–1543).
Једна од последњих незваничних шиненго ера је Сеиро (征露) (1904–1905), која се користи за описивање периода Руско-јапанског рата.